# Thorondor (Mond)
Thorondor ist die kleinere Komponente (Mond) des Doppelasteroiden-Systems des resonanten Kuipergürtelobjekts (385446) Manwë (4:7-Resonanz). Sein mittlerer Durchmesser beträgt geschätzte 92 Kilometer, womit er etwa den halben Durchmesser des Mutterasteroiden hat.

## Entdeckung und Benennung
Thorondor wurde am 25. Juli 2006 von einem Team von Astronomen bestehend aus Keith S. Noll, William M. Grundy, Denise C. Stephens und Harold F. Levison auf Bildern des Hubble-Weltraumteleskops vom 26. April 2006 entdeckt. Die Entdeckung wurde am 7. September 2006 veröffentlicht; der Begleiter erhielt die vorläufige Bezeichnung S/2006 (2003 QW111) 1.
Am 15. April 2014 wurde der Mond von der Internationalen Astronomischen Union (IAU) offiziell nach Thorondor benannt, dem Anführer der Großen Adler in J. R. R. Tolkiens Silmarillion. Der Name stammt aus der Elbensprache Sindarin und bedeutet «König der Adler».

## Bahneigenschaften

### Umlaufbahn
Thorondor umläuft Manwë in 6.674 km Abstand zu dessen Zentrum (ca. 41,7 Manwë- bzw. 72,5 Thorondorradien). Da beide um den gemeinsamen Schwerpunkt kreisen, ist das System als Doppelasteroiden-System aufzufassen.
Thorondor und Manwë umrunden einander in 110,17 Tagen. Dies entspricht 954,1 Umläufen in einem Manwë-Jahr (rund 287,8 Erdjahre).

### Rotation
Die Beobachtungen der Lichtkurven weisen darauf hin, dass die Rotation von Thorondor chaotisch verläuft, ähnlich wie dies beim Saturnmond Hyperion der Fall ist.

## Physikalische Eigenschaften
Thorondor hat einen Durchmesser von geschätzten 92 km (etwa 58 % des Zentralkörpers). Die Größenbestimmung ist bisher allerdings noch sehr ungenau, der Durchmesser wird derzeit zwischen 66 und 106 km eingegrenzt.
Das Größenverhältnis von Manwë und Thorondor kommt den Proportionen des Pluto-Charon-Systems sehr nahe, was darauf hinweist, dass es sich um einen Doppelasteroiden handelt.

## Erforschung
Nach seiner Entdeckung ließ sich Thorondor und Manwë auf Fotos bis ins Jahr 2003 zurückdatieren und daher ist die Umlaufbahn des Systems mittlerweile gut bekannt. Insgesamt wurde das System durch verschiedene Teleskope wie dem Hubble-Weltraumteleskop und auch erdbasierten Teleskopen beobachtet, insgesamt bisher 54 Mal innerhalb von 10 Jahren. (Stand Okt. 2014)
Thorondor und Manwë durchlaufen zwischen dem 16. Juli 2014 und dem 25. Oktober 2018 eine Periode gegenseitiger Bedeckungen, die eine verbesserte Bestimmung von Radien und Dichte, eventuell auch der Formen und Farben der beiden Körper ermöglichen sollte.